# シダダマシ
シダダマシ（Plagiochila asplenioides）は、ハネゴケ科に属する苔類の1種。

## 形態
大型の苔類で、茎の長さは12cm、幅は5-9mmに達することもある。茎の基部には仮根と小葉を生じる。葉状体は幅2.5-4.5 mm、長さは3.0-4.5 mm。葉は互生し、葉縁には鋸歯を生じる。雌雄異株であるが繁殖体を形成することは稀で、朔を形成することも少ない。

## 生態
森林内の酸性の土壌や、より開けた斜面などで生育する。他に湿地や川岸、生垣、岩上、朽木上など様々な環境に生じ、低地から亜高山帯まで広く分布が見られる。

## 類似種
同属のヒメハネゴケ（P. porelloides）に類似するが、ヒメハネゴケの方がサイズが小さく、また常に糸のような分枝を生じることでもシダダマシと区別出来る。